# 同素体

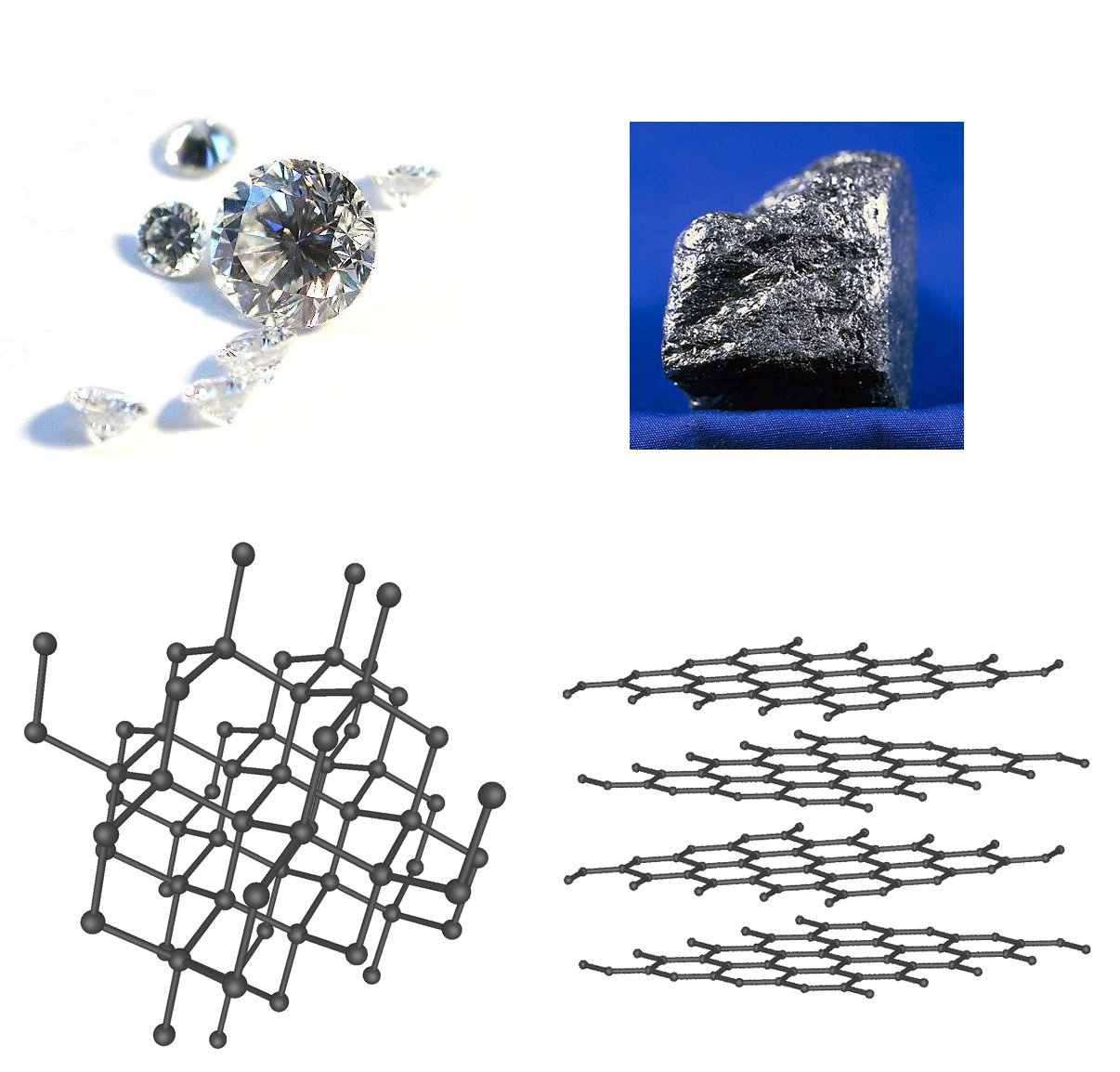
ダイヤモンドとグラファイトの写真とそれぞれの結晶構造。

同素体（どうそたい、英語: allotrope、英語: allotropism）とは、同一元素の単体のうち、原子の配列(結晶構造)や結合様式の関係が異なる物質同士の関係をいう。同素体は単体、すなわち互いに同じ元素から構成されるが、化学的・物理的性質が異なる事を特徴とする。
典型的な例としてよく取り上げられるものに、ダイヤモンドと黒鉛（グラファイト）がある。
炭素の同素体である両者は硬度以外にも、透明度や電気伝導性が大きく異なるが、これはダイヤモンドの分子（正四面体の格子)
とグラファイトの分子（平面的な六方格子の層）の構造に大きな違いがあるためで、物性における分子構造の重要性を示す例となっている。
多くの同素体は安定した分子として存在し、相転移(気体、液体、固体)しても化学形は変化しない (例：O2、O3) が、例外的にリンの同素体は固体でのみ現れ、液体ではすべて P4 の形を取る。　

## 歴史
同素体の概念は、1841年にスウェーデンの化学者であるイェンス・ヤコブ・ベルセリウス男爵によってギリシャ語のαλλοτροπος（異なっている）から命名・提唱されたが、証明はされなかった。しかしその後、1860年にアボガドロの仮説によって多原子分子の存在が理解されるようになり、酸素の同素体である O2 と O3 が広く認められるようになった。20世紀初頭になると、炭素の同素体などは結晶構造の違いによるものであると広く認められるようになった。
1912年、ヴィルヘルム・オストヴァルトは、元素の同素体は化合物で知られている多形の特殊な例であり、
allotrope と allotropy の用語がとり違えられている点に言及した。多くの化学者がこの主張を行ったが、IUPAC や多くのテキストは元素のためだけの allotrope と allotropy の使用を支持している。

## おもな同素体
一般的に、可変な配位数と酸化数を持ち、また、連鎖 (catenation) しやすい元素ほど同素体を多く持つ傾向にある。同素体は一般に、ハロゲンと貴ガス元素を除く非金属元素と、半金属元素で顕著であるが、金属元素も多くの同素体を持つ。

### 非金属

#### 炭素
- ダイヤモンド - 非常に硬い無色の結晶。炭素原子が正四面体格子状に配置した分子構造をとる。電気伝導性が低い。優れた熱導体。
- ロンズデーライト - 六方晶ダイヤモンドとも呼ばれる。
- グラファイト - 黒鉛とも呼ばれる薄片状に剥がれやすい層状の黒色固体。中程度の電気伝導性を持つ。グラフェンが何層にも重なった構造をとる。
- グラフェン - 1原子分の厚さを持つ六角形格子構造をしたシート状の形をとる。
- 不定形炭素 - 顔料、着色剤として使用される。
- フラーレン - C60の炭素のみで構成された閉殻空洞体の総称。
- カーボンナノチューブ - 炭素が円筒形のナノ構造を構成している。
- カルビン - 炭素同士がsp混成軌道で連鎖した構造をとる。
- schwarzites
- Cyclocarbon

#### リン
- 白リン P4 - 結晶性固体(黄リンとも言う)
- 赤リン Pn - 高分子固体
- 紅リン
- 黒リン - 半導体、グラファイトのアナログ
- 紫リン
- 二リン
- 黄リン

#### 酸素
- 二酸素 O2 - 無色透明
- オゾン O3 - 青色
- 四酸素 O4
- 八酸素 O8 - 赤色

#### 窒素
- 二窒素, N2
- 四窒素, N4
- ポリ窒素 , N∞
- 窒素の固体は、六方最密充填構造と立方晶のいずれかをとる。

#### 硫黄
- ゴム状硫黄（アモルファス硫黄） Sn
- 斜方硫黄 S8
- 単斜硫黄 S8
- その他、環状硫黄 S7 や S12 など

#### セレン
- 赤色セレン Se8
- 灰色セレン Sen
- 黒色セレン

#### ホウ素
ホウ素には5種類の結晶性ホウ素および2種類のアモルファスホウ素の合わせて7種類の同素体が存在しており、通常は粉末状ホウ素もしくはβ-菱面晶ホウ素の形を取る。α-正方晶、β-正方晶およびγ-斜方晶は特殊な条件下でのみ形成される。
- 結晶性ホウ素 - α-菱面体晶、β-菱面体晶、α-正方晶、β-正方晶、γ-斜方晶。黒色で硬い（モース硬度：9.3）。室温で弱い電気伝導性を持つ。
- アモルファスホウ素 - 粉末状、ガラス状

#### ゲルマニウム
- α-ゲルマニウム
- β-ゲルマニウム - 高圧時

#### ケイ素
- アモルファスシリコン - 茶色粉末
- 結晶性ケイ素- - 金属光沢のある暗灰色。結晶性ケイ素の単結晶はチョクラルスキー法で成長させる方法が知られている。

#### ヒ素
- 黄色ヒ素 As4 - ニンニク臭のあるロウ状の同素体。
- 灰色ヒ素 - 重合体。金属光沢がある。半金属性。
- 黒色ヒ素 - 金属光沢を持つ同素体。半金属性。

#### アンチモン
- 青白色アンチモン - 安定。半金属性。
- 黄色アンチモン - 非金属性。
- 黒色アンチモン - 非金属性。

### 金属
天然に存在する金属元素のうち、Li,Be, Na, Ca, Sr, Ti, Mn, Fe, Co,  Y, Zr, Sn, La, Ce, Pr, Nd, Sm, Gd, Tb, Dy, Yb, Hf, Tl, Po, Th, Pa, U の27種は同素体を持つ。

#### チタン
チタンは882 °Cで六方最密充填構造（αチタン）から体心立方構造（βチタン）に転移する。

#### スズ
- 灰色スズ（αスズ） - 面心立方格子構造。展性がなくもろい。βスズからの転移点は13.2 °Cだが、低温下でない限りは変化は穏やか。
- 白色スズ（βスズ） - 常温での形態。金属的で展性に富む。
- 斜方スズ（γスズ） - 161 °C以上。
- σスズ - 高圧下のみ。

低温下でのβスズからαスズへの転移はスズペストとして知られている。

#### 鉄
- フェライト（α鉄） - 911 °C以下の温度領域の相。体心立方格子構造をとる。770 °Cまでは強磁性体であり、770 °Cを超えると常磁性体に変化する。この温度は鉄のキュリー温度と呼ばれる。
- β鉄 - かつて770 °C - 911 °Cの温度領域にあるとみなされていた鉄の相。現在ではα鉄に統一されている。
- オーステナイト（γ鉄） - 911 °C - 1392 °Cの温度領域の相。面心立方格子構造をとる。
- デルタフェライト（δ鉄） - 1392 °C - 1536 °C（融点）の温度領域の相。体心立方格子構造をとる。

#### ランタノイドとアクチノイド
- セリウム、サマリウム、テルビウム、ジスプロシウム、イッテルビウムはそれぞれ3種の同素体を持つ。
- プラセオジム、ネオジム、ガドリニウム、テルビウムはそれぞれ2種の同素体を持つ。
- プルトニウムは常圧下で6種の同素体を持ち、加工処理を複雑にしている。高圧下ではさらにもう1種の同素体がある。
- プロメチウム、アメリシウム、バークリウム、カリホルニウムもそれぞれ3種の同素体を持つ[3]。